# Pinchas Paul Biberfeld
Pinchas Paul Biberfeld (geboren am 31. Oktober 1915 in Berlin; gestorben am 23. Januar 1999 in London) war ein deutscher Rabbiner.

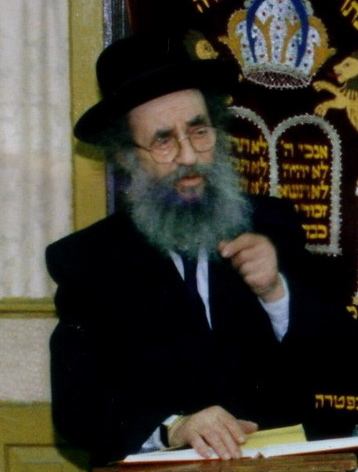
Pinchas Paul Biberfeld

## Herkunft
Rabbiner Pinchas Paul Biberfelds Vater, Dr. Chaim Eduard Biberfeld (1864–1939), war Rabbiner und Arzt, auf dessen Initiative das Israelitische Krankenheim in Berlin errichtet wurde.

## Leben
Biberfeld absolvierte das Rabbinerseminar von Esriel Hildesheimer der Israelitischen Synagogen-Gemeinde Adass Jisroel zu Berlin und erhielt seine Semicha von Dr. Jechiel Weinberg. Nach der nationalsozialistischen Machtübernahme 1933 musste die Familie im Jahr 1939 Deutschland verlassen, und Biberfeld emigrierte über Triest nach Haifa. Im selben Jahr starb sein Vater nach langer Krankheit. In Palästina setzte er seine Studien an den Jeschiwot Kol Torah und Chewron in Jerusalem fort, bevor er die Tochter des Rabbiners Zwi Arje Twerski heiratete.
In Tel Aviv gründete Biberfeld in den 1950er Jahren das Kolel Chortkov, eine Talmudhochschule für begabte verheiratete Männer, deren Leiter er 30 Jahre lang war. Darüber hinaus war er Herausgeber der Zeitschrift HaNe‘eman, in der angesehene Talmudgelehrte der Zeit ihre Responsen veröffentlichten.
Im Jahr 1984 wurde Biberfeld als Nachfolger des Rabbiners Hans Grünewald nach München berufen. In den zehn Jahren seiner Funktion als Oberrabbiner der Israelitischen Kultusgemeinde Münchens prägte er nachhaltig das jüdische Leben in Deutschland.
Nachdem sich sein Gesundheitszustand im Jahr 1998 rapide verschlechterte, verbrachte er die letzten Monate bei seinem Sohn in London, wo er am 23. Januar 1999 verstarb. Auf dem Jüdischen Friedhof am Ölberg in Jerusalem fand er seine letzte Ruhestätte.

## Schriften
Eine kleine Auswahl der von Rabbiner Biberfeld veröffentlichten Artikel:
- Es führt ein mühsamer Weg ans Licht, Jüdische Zeitung, 6. April 1987
- Altes und neues Wunder, Jüdische Zeitung, 1. April 1988
- Eine Nacht, die anders ist, Jüdische Zeitung, 9. April 1990
- Die zehn Plagen, Münchner Jüdische Gemeindezeitung, Heft 22, 29. März 1993

## Referenz
- Dokumentations-Archiv für Jüdische Kultur und Geschichte, Chaim Frank, München
- Esriel Hildesheimer, Mordechai Eliav: Das Berliner Rabbinerseminar 1873-1938, Berlin 2008, ISBN 9783938485460, S. 71